# تاو¹ بزغاله
تاو¹ بزغاله یک ستاره است که در صورت فلکی بزغاله قرار دارد.